# Pra Você (álbum de Novo Som)
Pra Você é o segundo álbum de estúdio, da banda Novo Som, lançado em 1990.
Através do resultado positivo explícito na resposta do público ao tipo de melodia e letra que a banda havia apresentado em seu trabalho anterior, o baixista e compositor Lenilton resolveu apostar em numa linha poética que tinha como cerne o conteúdo evangelístico empregado de uma forma simples e direta nas letras. O resultado disso foi o sucesso "Pra Você", que virou título do álbum e um dos maiores hits do repertório da banda.

## Faixas
(Todas as músicas por Lenilton, exceto onde anotado)
1. Pra Você - 04:55
2. Aleluia - 03:00
3. Olhando Estrelas - 04:42
4. Amar Assim - 05:32
5. Certeza da Vitória - 04:27
6. Pai - 04:11 (Deise Benites e Ney)
7. Autor da Verdade - 04:43
8. Jesus, Eu Te Amo - 04:07

## Créditos
- Lead Vocal: Alex Gonzaga
- Teclados: Ney
- Guitarra: Márcio Antunes
- Baixo: Lenilton
- Bateria: Geraldo Abdo